# パガー・アラム
パガー・アラム(ジャウィ文字: ڤاݢر عالم‎)はインドネシアの南スマトラ州の都市である。市になる以前は、ラハット県に属していた。面積は633,66km2、人口は14万6973人(2011年)

パガー・アラムはバリサーン山脈のデンポ山の麓に在る。デンポ山は火山で、南スマトラ州で最も高い。州都のパレンバンから南西に298km、ラハットから南西に60kmの位置に在る。パガー・アラムは南にブンクル州、北にジャライ地区、東にコタ・アグン地区、西にタンジュン・サクティ地区に接する。パレンバンにはパガー・アラム産の野菜が多く流通している。高地に在るパガー・アラムは他の南スマトラ州の都市よりも少し涼しい。更に風光明媚な事から、南スマトラ州の代表的な観光地として、地元住民やパレンバン市民から愛されている。現在、市長はイダ・フィトゥリアティ、副市長はノヴィーザー・ドゥジャズリが務めている。

## 地理
パガー・アラムの土の殆どは紅土と黒ボク土で、地勢は凸凹で丘陵性である。栄養の多い土と分類される。

## 人口
2000年には、パガー・アラムはの人口は11万2025人だったが、2010年には12万6035人に増加した。人口増加の理由の1つは移民である。土着のベサマー人の他に、ジャワ人やミナンカバウ人、バタック人、中国人、アラブ人、インド人が住んでいる。

## 行政区分
パガー・アラムには南デンポ、中央デンポ、北デンポ、南パガー・アラム、北パガー・アラムの5つの区が有る。
| 地区             | 総面積 (km²) | 総人口 | 人口密度 (/km²) | 人口成長率 |
| ---------------- | ------------ | ------ | --------------- | ---------- |
| 南デンポ         | 239,08       | 11.708 | 49              | -1,00 %    |
| 中央デンポ       | 151,96       | 12.595 | 83              | 1,30 %     |
| 北デンポ         | 123,98       | 19.925 | 161             | 0,46 %     |
| 南パガー・アラム | 63,17        | 44.950 | 712             | 1,54 %     |
| 北パガー・アラム | 55,47        | 37.185 | 670             | 2,04 %     |

## 交通

### アトゥン・ブンス空港
アトゥン・ブンス空港はパガー・アラム唯一の空港である。2013年2月28日に開業した。

## 教育

### 大学
1. Sekolah Tinggi Ilmu Tarbiyah (STIT)
2. Sekolah Tinggi Keguruan & Ilmu Pendidikan (STKIP) Muhammadiyah Pagar Alam
3. Sekolah Tinggi Ilmu Ekonomi (STIE) Lembah Dempo Pagar Alam

## 観光
パガー・アラムは潜在的観光地が多い。美しい風景だけでなく、巨石の有る場所が多い。市政府は、北パガー・アラムのクルプ・ジャヘの26haの竹林にまとまった観光地を造る予定である。

パガー・アラムの観光地には以下の場所が有る。
- ゴン石
- デンポ茶畑
- レマタン・インダー川
- 滝:
  - クルプ・エンブン滝
  - クルプ・マンコク滝
  - クルプ・トゥジュー・ケナンガン滝
- 何千もの巨石地区
- 湖:
  - テバトゥ・ゲバン湖
  - テバトゥ・リバグ湖
- リンバ・カンディ
- フタン・アングレク

## 参考資料
1. ↑  LETAK GEOGRAFI DAN TOPOGRAFI DAERAH
2. ↑  “Lapangan terbang Atung Bungsu Pagaralam diresmikan” (2013年2月28日). 2016年4月15日閲覧。
3. ↑  http://www.mediaindonesia.com/read/2011/07/12/241184/126/101/Pagaralam-Bangun-Kawasan-Wisata-Terpadu